# Je Réalise
Je Réalise reprezintă un duet de muzică pop între cântărețul francez Sinik și cântărețul englez James Blunt. Je Réalise a fost lansat ca cel de-al doilea single din albumul lui Sinik Le Toit Du Monde. Melodia a fost lansată pe 28 februarie 2008 și a avut un mare succes în Europa, chiar dacă nu a fost lansat în Marea Britanie și în Irlanda.

## Track-listing
1. "Je Realise" (Sinik feat. James Blunt) - 3:28
2. "Daryl" (James Blunt) - 3:41

## Clasament
| Clasament (2008)     | Poziție vârf |
| -------------------- | ------------ |
| French Singles Chart | 16           |
| Swiss Singles Chart  | 38           |